# Dziennik Polska-Europa-Świat

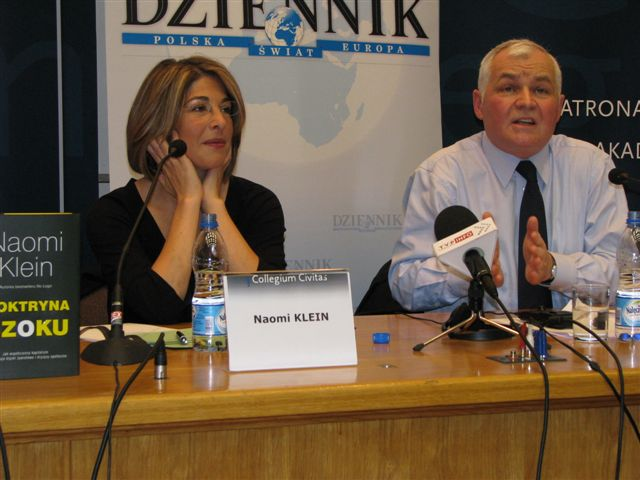
Naomi Klein i Jan Krzysztof Bielecki na tle logo dziennika

Dziennik Polska-Europa-Świat – polska gazeta codzienna o zasięgu ogólnokrajowym, wydawana w latach 2006–2009 początkowo przez firmę Axel Springer Polska, później przez grupę wydawniczą Infor PL. Ukazywała się od 18 kwietnia 2006 do 12 września 2009.

## Opis
Gazeta ukazywała się sześć razy w tygodniu w objętości 48 lub 40 stron, miała cztery stałe dodatki tematyczne oraz codzienny dodatek regionalny „Warszawa”. W soboty ukazywał się dodatek Magazyn. Od 22 maja 2007 jego dodatek ekonomiczny stanowił „The Wall Street Journal Polska” – polskojęzyczna wersja „The Wall Street Journal”.
Gazeta posiadała wydanie internetowe – dziennik.pl, istniała opcja prenumeraty wersji elektronicznej.
We wrześniu 2009 w wyniku połączenia z „Gazetą Prawną” powstał „Dziennik Gazeta Prawna”.

## Redaktorzy naczelni
- Robert Krasowski do 3 czerwca 2009 (rezygnacja z pełnionej funkcji[3]), zastępcy: Marta Stremecka, Konrad Kołodziejski, Andrzej Talaga, Michał Karnowski, Cezary Bielakowski, Artur Rumianek
- Michał Kobosko od 3 czerwca 2009

## Autorzy
- Kierownicy działów i dodatków: Zuzanna Dąbrowska, Paweł Reszka, Andrzej Talaga, Michał Karnowski, Donat Szyller, Piotr Kępiński, Renata Kim, Jacek Borkowicz, Maciej Nowicki, Krzysztof Olszewski, Artur Łasiuk, Marcin Piasecki, Agata Daniluk, Małgorzata Minta
- Dyrektor artystyczny: Anna Dyakowska
- Autor makiety: Helmut Steindl, Piotr Grzybowski
- Wydawca: Grzegorz Jankowski
- Wydawnictwo: Infor S.A.
- Dziennikarze i publicyści: Andrzej Godlewski, Piotr Kofta, Cezary Kowalski, Jakub Kumoch, Robert Mazurek, Cezary Michalski, Magdalena Miecznicka, Andrzej Osęka, Paweł Paliwoda, Jan Rokita, Mirosław Spychalski, Andrzej Talaga, Jacek Wakar, Jan Wróbel, Piotr Zaremba.
- Felietoniści: Jerzy Pilch, Robert Mazurek
- Współpracownicy zagraniczni: Niall Ferguson, Guy Sorman, Hernando de Soto, Joshua Muravchik

W „Dzienniku” ukazywały się również publikacje m.in. Grzegorza Brzozowicza, Pawła Huelle, Zdzisława Krasnodębskiego, Marcina Króla, Ryszarda Legutki, Antoniego Libery, Tomasza Lisa, Rafała Matyi, Sławomira Sierakowskiego, Jadwigi Staniszkis, Tomasza Terlikowskiego, Jacka Żakowskiego, Normana Podhoretza, Władimira Bukowskiego, Olega Gordijewskiego, Olega Kalugina, Herberta Romersteina i in.

## Dodatki tematyczne
- Poniedziałek: Sport; Praca, Kariera, Rozwój
- Wtorek: Nieruchomości (w regionie warszawskim)
- Piątek: Kultura; Dziennik TV
- Sobota: Magazyn Dziennika, Podróże
- codziennie: The Wall Street Journal Polska – Dziennik Finansowy